# Liste der Monuments historiques in Réville-aux-Bois
Die Liste der Monuments historiques in Réville-aux-Bois führt die Monuments historiques in der französischen Gemeinde Réville-aux-Bois auf.

## Liste der Objekte
| Bezeichnung                                     | Beschreibung                          | Standort                                 | Kennzeichnung | Schutzstatus | Datum | Bild |
| ----------------------------------------------- | ------------------------------------- | ---------------------------------------- | ------------- | ------------ | ----- | ---- |
| Grabmal für Nicolas Bernard und Jeanne François | Kalkstein, bezeichnet 1679 und 1687   | auf dem ehemaligen Friedhof (Lage)       | PM55002241    | Inscrit      | 2000  |      |
| Skulptur Petrus                                 | Holz, 17. Jahrhundert                 | in der Kirche St-Pierre-aux-Liens (Lage) | PM55000508    | Classé       | 1965  |      |
| Skulptur Madonna mit Kind                       | Holz, farbig gefasst, 18. Jahrhundert | in der Kirche St-Pierre-aux-Liens (Lage) | PM55002242    | Inscrit      | 1992  |      |